# Амгун
Амгун (рус. Амгу́нь) је равничарска река у азијском делу Русије. Протиче кроз Хабаровски крај.
Амгун је лева притока реке Амур. Настаје спајањем реке Сулук (Сулук) и реке Ајкит (Аякит) на падинама Бурејског планинског масива.
Амгун је дугачак 723 km, а површина његовог басена износи 55.500 km². У басену реке налази се око 2.500 језера укупне површине 647 km².
Најважнија притока Амгуна је река Нимелен.
Амгун је плован на дужини од 330 km од ушћа у Амур. Река је веома богата рибом.